# Jana Tomy
Jana Tomy (* 6. Januar 1992 in Mainz) ist eine deutsche Schriftstellerin und Schauspielerin.

## Leben und Werk
Jana Tomy wuchs in den ehemaligen rechtsrheinischen Mainzer Stadtteilen auf. Sie studierte von 2011 bis 2017 an der Johannes Gutenberg-Universität in Mainz, zuerst Linguistik und evangelische Theologie, später Theaterwissenschaft und Erziehungswissenschaften.
Ihre Erzählungen verbinden romantische und phantastische Elemente und werden deshalb dem Genre der Romantasy zugerechnet. Ihre Dilogie Sépharial greift das Motiv parallel existierender, aber schicksalhaft miteinander verbundener Welten auf.
Seit 2016 ist sie bei der Mainzer Livehörspielgruppe Mienenspiel als Darstellerin aktiv. Außerdem spielt sie Improvisationstheater. Im Mai 2019 gründete sie mit anderen Schreibenden den gemeinnützigen Verein 9lesen e.V. Mit diesem Verein, in dem sie weiterhin Teil des Vorstands ist, veranstaltet sie regelmäßig zu den Buchmessen in Frankfurt und Leipzig Lesungen. Neben den Veranstaltungen auf den zwei großen Buchmessen finden die 9lesen-Lesungen inzwischen auch zur Buch Berlin und dem Litcamp Hamburg statt.
Seit August 2020 ist sie auch auf der Plattform Twitch mit regelmäßigen Streams aktiv. Sie lebt in Hamburg.

## Publikationen
- Sépharial – Verwoben. GedankenReich Verlag, Hannover 2019, ISBN 978-3-96443-523-1.
- Sépharial – Zerfallen. GedankenReich Verlag, Dortmund 2020, ISBN 978-3-96698-275-7.